# الصحة في سان مارينو
سان مارينو لديها متوسط عمر متوقع من بين الأطول في العالم.

## الإحصاءات الديموغرافية لوكالة المخابرات المركزية
بلغ معدل وفيات الرضع في سان مارينو 6.33 حالة وفاة / 1,000 ولادة حية (حسب تقرير في عام 2000).
قدر العمر المتوقع عند الولادة في عام 2000:
مجموع السكان: 81.14 سنة
ذكور: 77.57 سنة
الإناث: 85.02 سنة
بلغ معدل الخصوبة الإجمالي 1.5 طفل لكل امرأة (تقديرات عام 2011).